# Reviczky család

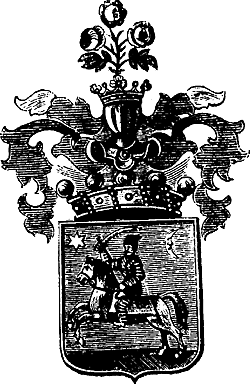
A Reviczky-címer (fekete-fehér)
forrás:Nagy Iván – Magyarország családai

A revisnyei Reviczky család Árva vármegye egyik legrégibb családja. Hotimértől eredezteti magát, aki 1272-ben IV. Lászlótól az Árvában fekvő két ekényi terjedelmű Revisnye birtokra nyert adományt. Fiai közül, akiknek egyikéről az adománylevélben esik említés, Lodánt, Bodort és Miklóst későbbi okmányokból ismerjük. Ezektől származott tovább a család, amely idővel több más ágra, Suffa, Burián, Dedinszky stb. családokra oszlott.

## Családtörténet
A család sokáig fontos szerepet játszott a közéletben, Reviczky Ádám például kancellár volt. A családból Károlyt 1770. november 6-án bárói rangra emelték, de ezen ága a családnak kihalt.

### Nevesebb családtagok
- Reviczky Antal, Reviczky Károly testvére, lekéri apát, író (Sátoraljaújhely 1723. június 17.–Buda, 1781). 1771-ben magyarországi tábori püspök és lekéri apát lett. Mint gimnáziumi tanár több munkát adott ki.[1]
- Reviczky Ádám (1786–1862) jogász, katona, politikus
- Báró Reviczky János (Revisnye, 1702. június 23.–1778. március 23.) tábornok. Iskolái bevégeztével katona lett és 1721–1765 közt a Károlyi gróf nevét viselt huszárezredben szolgált; részt vett az osztrák örökösödési és a hétéves porosz háborúban. 1754-ben ezredes lett, 1757-ben vezérőrnagy, 1761-ben altábornagy, 1773-ban bárói rangra emeltetett. Egyik leánya, Juditha Hohenlohe Albert Károly herceghez ment nőül, akitől a hercegi ág waldenburg-schillingsfürsti ága származik.
- Reviczky József királyi táblai bíró és pesti egyetemi jogtanár, gróf Reviczky Ádám atyja (Derecske 1750. február 23.–Izsák (Pest), 1815). Jogi műveket írt.[2] Mint költő is ismert volt, de munkái egyes alkalmi versek kivételével nyomtatásban nem jelentek meg.
- Reviczky Károly (1737–1793) diplomata, orientalista
- Reviczky Szevér (1840–1864) író, újságíró
- Reviczky Gyula (1855–1889) költő, író (törvénytelen gyermek)

## Kastélyaik

A nézsai Reviczky-kastély

- Reviczky-kúria (Lábatlan)
- Reviczky-kastély (Süttő)
- Reviczky-kastély (Nézsa)